# 東塘駅
東塘駅（とうとうえき）は、中華人民共和国湖南省長沙市天心区にある3号線の駅である。

## 駅構造
- 島式ホーム1面

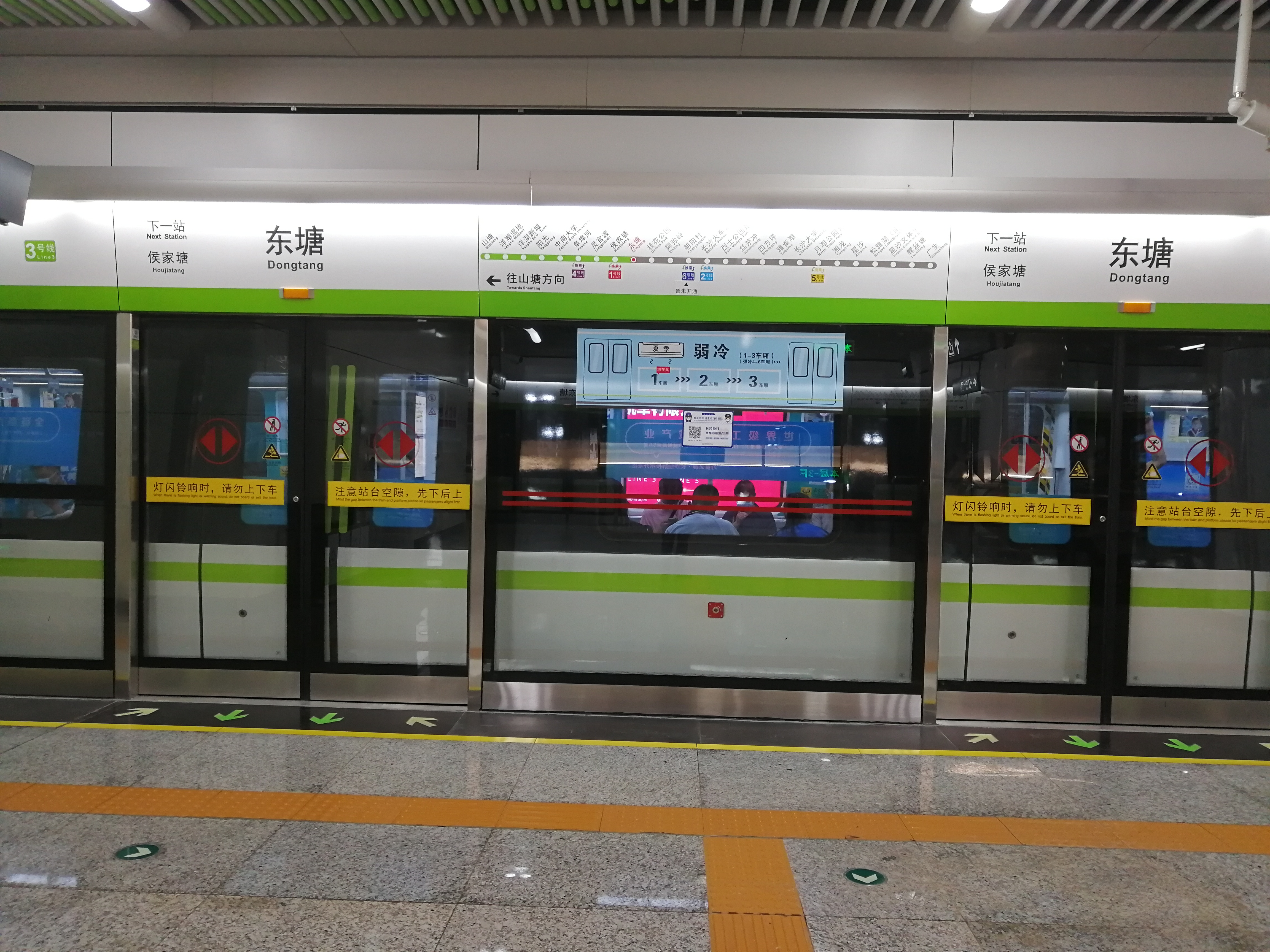
3号線ホーム

## 駅周辺
- 瀟湘映画製片廠
- 湖南省人民代表大会
- 湖南中医薬大学
- 湖南中医薬大学第一付属医院